# Marian Diamond
Pour les articles homonymes, voir Diamond.
Marian Diamond (née Cleeves ; 11 novembre 1926-25 juillet 2017) est une scientifique pionnière dans le domaine de la neuroscience moderne en démontrant la neuroplasticité du cerveau.

## Biographie

### Carrière scientifique
Née en 1926 en Californie, Marian Diamond est la sixième fille du médecin Montague Cleeves et de l’enseignante de latin Rosa Marian Wamphler Cleeves. Durant son adolescence, elle s'intéresse au cerveau humain par l'intermédiaire de son père. Dans une interview, elle déclare que la première chose qu’elle s’est dite en voyant un cerveau humain fut  “« Ces cellules peuvent faire des idées ». 
Après avoir obtenu son baccalauréat en 1948, elle devient la première étudiante diplômé d'anatomie à l'Université de Berkeley. En 1953, elle publie sa thèse de doctorat  intitulée « Interrelations fonctionnelles de l'hypothalamus et de la neurohypophyse »[réf. nécessaire]. 
Après avoir travaillé comme assistante de recherche à l'Université Harvard entre 1952 et 1953, Marian Diamond devient la première enseignante en sciences à l'Université Cornell de 1955 à 1958, où elle  enseigne la biologie humaine et l'anatomie comparée[réf. nécessaire].
À partir des années 1960,  le consensus scientifique convenait que le cerveau était de nature immuable et fixe, celui-ci étant déterminé essentiellement via la génétique. Elle initie des expérimentations  sur des rats pour démontrer  que les composants structurels du cortex cérébral peuvent être altérés par des environnements dit "enrichis" ou appauvris à tout âge soit de la période prénatale à un âge extrêmement avancé,. Les résultats ont conclu que l'environnement dit "enrichi" avait un effet d’un engrais neuronal. Cette expérimentation effectuée sur des rats ouvre la voie à de nombreuses recherches qui confirme par la suite que la stimulation à travers les interactions sociales et les mouvements influencent la plasticité cérébrale. Lors de la parution de la publication scientifique en 1964, bien qu'elle soit auteure principale, elle constate que les deux co-auteurs David Krech et Mark Rosenzweig inversent l'ordre des noms et  intitulent son nom entre parenthèses.  
Le professeur George Brooks, l'un de ses collègues de l'Université de Berkeley,  relate la significativité de cette expérience en déclarant que « Marian Diamond a démontré anatomiquement, pour la première fois, ce que nous appelons aujourd'hui la plasticité cérébrale (...) brisant ainsi le vieux paradigme selon lequel le cerveau était une entité statique et immuable qui dégénère simplement en vieillissant ».  
En 1984, Marian Diamond et ses collaborateurs analysent un échantillon de tissu du cerveau d'Einstein. L'article  paru en 1985 intitulé  "Sur le cerveau d'un scientifique: Albert Einstein" suscite une certaine controverse dans les milieux universitaires sur le rôle des cellules gliales,,. Cependant, il inaugure  également un nouvel intérêt pour la neuroglie.

### Documentaire
Un documentaire  "Mon histoire d'amour avec le cerveau: la vie et la science du Dr Marian Diamond" lui est consacré et diffusé en  2017. Produit et réalisé par Catherine Ryan et Gary Weinberg , le documentaire a reçu le prix ADAV du meilleur film éducatif de l'année au Festival Pariscience International du Film Scientifique et a reçu le prix Kavli-AAAS Science Journalism Gold Award du meilleur documentaire scientifique approfondi de 2017.   